# Naturschutzgebiet Boberger Niederung
Das Naturschutzgebiet Boberger Niederung liegt in den Hamburger Stadtteilen Billwerder und Lohbrügge. Es ist eines der artenreichsten Naturschutzgebiete der Hansestadt.
Es steht seit 1991 unter Schutz und wurde im Februar 2025 von 355 auf 464 Hektar erweitert. Die Erweiterungsfläche der Boberger Niederung liegt vor allem im Bereich des Billebogens. Das Naturschutzgebiet umfasst die seit 1968 bestehenden Naturdenkmäler Boberger Düne und Achtermoor. Die Boberger Niederung umfasst unter anderem Geest-, Moor- und Marschlandschaften, einen Baggersee, den Boberger See mit Badestellen, sowie die geschützten und im Moorgebiet gelegenen Gewässer Westlicher Achtermoorteich und Östlicher Achtermoorteich. Die Binnendünen sind ein beliebtes Ausflugsziel für die Naherholung. Die zu früheren Zeiten existierenden Bauernhöfe, wie etwa die „Uhlenburg“, wurden aufgegeben und in Klein Nordende bei Elmshorn wieder angesiedelt.
Hinzugekommen sind insbesondere die Boberger Hänge mit ihren Orchideenwiesen. Der Bach Ladenbek zieht sich durch das Gelände. Naturschutz-Experten sprechen von der Boberger Niederung als dem botanisch wertvollsten Gebiet der freien Hansestadt Hamburg. Hier sind noch viele Tierarten, die bereits auf der Roten Liste stehen, beheimatet; 110 Pflanzenarten, die ebenfalls in die Rote Liste eingetragen sind, wie beispielsweise Golddistel, Tausendgüldenkraut und Sumpf-Herzblatt, kommen hier noch vor. Unter den fünf hier anzutreffenden Orchideenarten, Mücken-Händelwurz, Breitblättrige und Sumpf-Stendelwurz, Großes Zweiblatt und Breitblättriges Knabenkraut ist eine, die in ganz Hamburg sonst nicht vorkommt.
Zwar sind auch in der Boberger Niederung in den vergangenen Jahren einige Tierarten, zum Beispiel die Heidelerche, nicht mehr anzutreffen, aber viele gefährdete Tierarten haben hier noch einen Zufluchtsort: der blaue Moorfrosch, die Blauflügelige Ödlandschrecke, der Grünspecht und der Eisvogel. Stark bedrohte Schmetterlinge wie Grünwidderchen und Blutströpfchen und andere Insektenarten wie Dünen-Sandlaufkäfer, Warzenbeißer und Ameisenlöwe finden hier ebenfalls Unterschlupf.
Der zentrale Teil der Schutzgebietsfläche bildet das FFH-Gebiet Boberger Düne und Hangterrassen.

## Flüsse und Seen

### Bille
Durch den südlichen Teil der Niederung fließt in ost-westlicher Richtung die Bille durch die Billwerder Marsch Richtung Tiefstack. In kalten Wintern ist es möglich, dort kilometerweit Schlittschuh zu laufen.

### Ladenbek
Die Ladenbek war einst ein kleiner Quellbach, der zwischen den heutigen Straßen Weberade und Grandkoppel aus einer Feuchtwiese entsprang und vom Geesthang durch Trockenbereiche am Moosberg floss, um letztendlich in die Bille zu münden. Es wurde durch die zunehmende Bebauung notwendig, den Lauf der Ladenbek künstlich zu führen.

### Haarteich

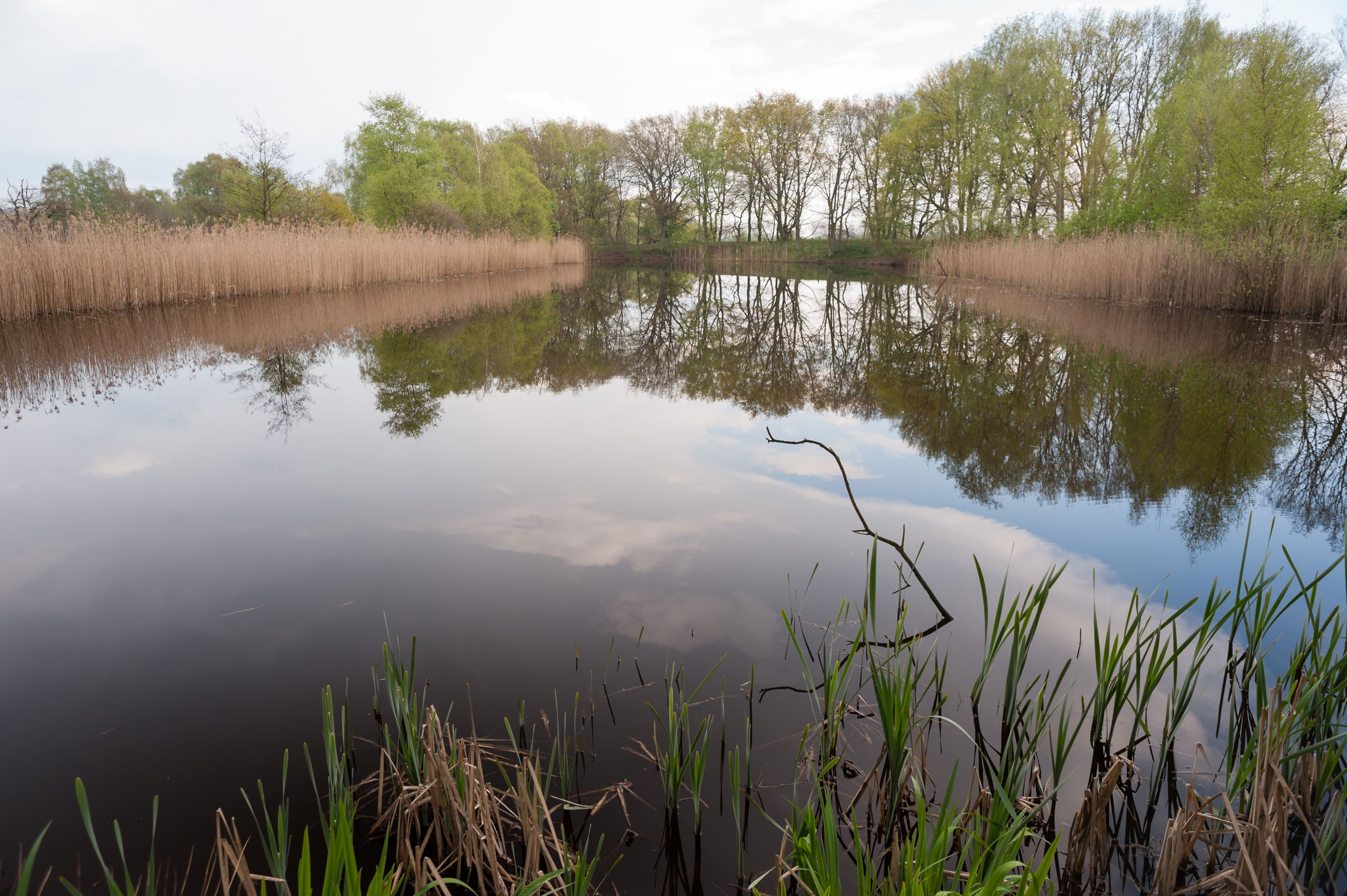
Haarteich in der Boberger Niederung

Der Haarteich ist das einzige Gewässer in der Boberger Niederung, das vollständig im feinen Dünensand liegt, und ist daher sehr nährstoffarm. Durch Verunreinigungen des Teiches mit Nährstoffen wurde der Lebensraum der Kreuzkröte zunächst zerstört. Nach Initiative von Naturschutzorganisationen konnte der Teich jedoch mit einem Zaun abgesperrt werden und hat sich zunehmend erholt. Die Kreuzkröte konnte schließlich wieder erfolgreich angesiedelt werden.

## Naturschutz-Informationshaus
In der Straße Boberger Furt gibt es das Dünenhaus (ehemals Naturschutz-Infohaus) der Loki Schmidt Stiftung (⊙).
Das Haus bietet seinen Besuchern eine Ausstellung über die geologische und die historische Entstehung der Boberger Niederung und die biologischen Besonderheiten des Naturschutzgebietes mit seinen verschiedenen Lebensräumen an. Außerdem werden Führungen durch das Naturschutzgebiet angeboten und es besteht eine Zusammenarbeit mit Vereinen und Schulklassen aus der Umgebung. Es gibt eine Beteiligung an der Planung und Realisierung von Pflegemaßnahmen im Naturschutzgebiet. Außerdem finden Vorträge und Veranstaltungen zu Themen der Naturkunde, des Natur- und des Umweltschutzes statt.

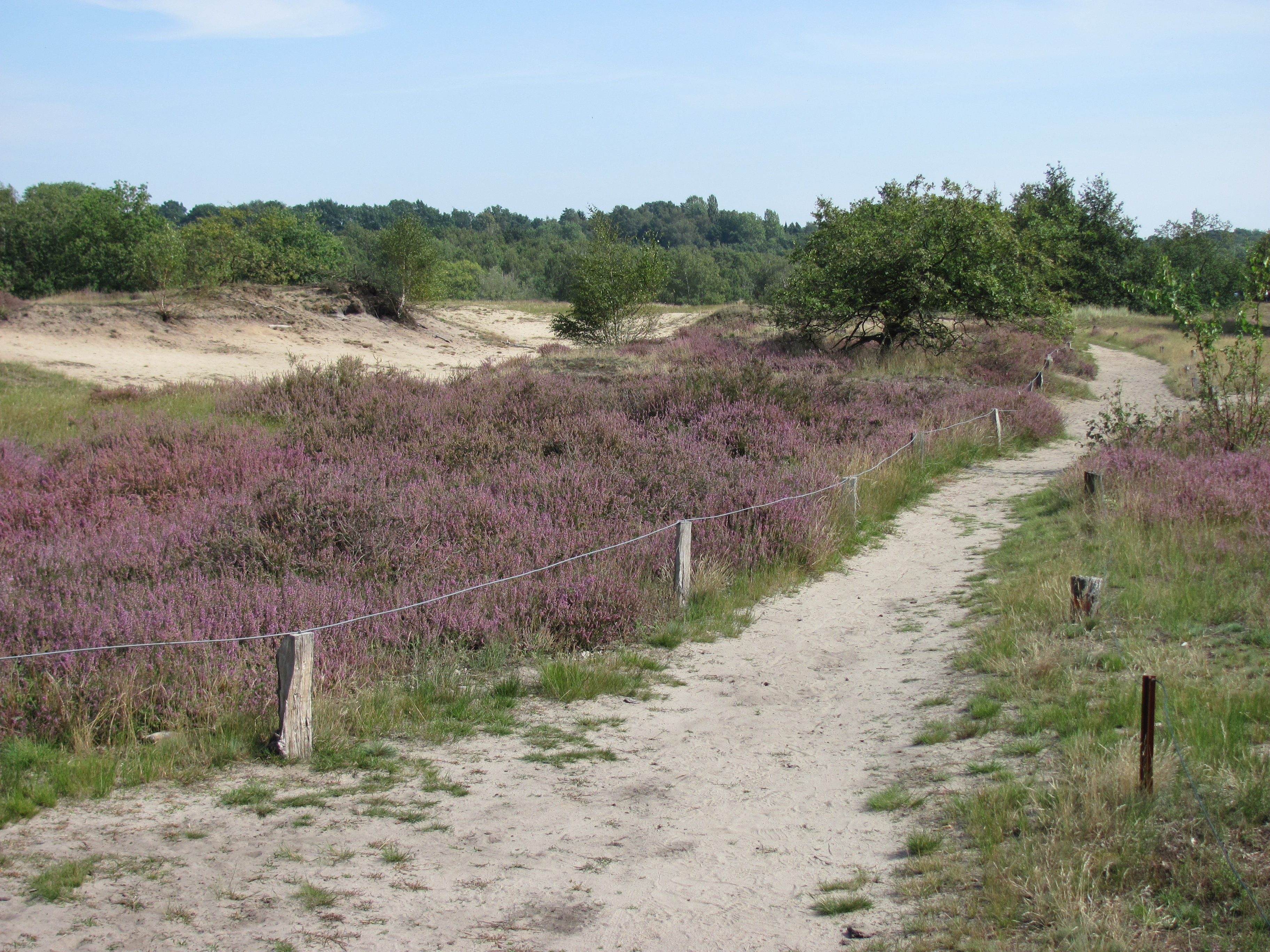
Besucherlenkung durch einfache Wegbegrenzungen im Bereich der Boberger Düne

Im Naturschutzgebiet sind vier Natur-Informationswege ausgeschildert, die durch die verschiedenen Vegetationszonen der Boberger Niederung führen.
Bis Januar 2010 waren die Insektenmodelle von Julia Stoess in der Ausstellung des Informationshauses zu sehen. Die Stiftung bietet an diesem Standort zwei Plätze im freiwilligen ökologischen Jahr an.

## Giftige Altlasten
Ende 2018 wurde bei Routine-Untersuchungen der Hamburger Umweltbehörde eine Dioxinbelastung des Bodens festgestellt. Es wird vermutet, dass in den 1960er Jahren hier giftige Industrieabfälle aus dem Zug gekippt wurden. Eine rund 1.500 Quadratmeter große Böschung ist deswegen verseucht.

## Segelflugplatz

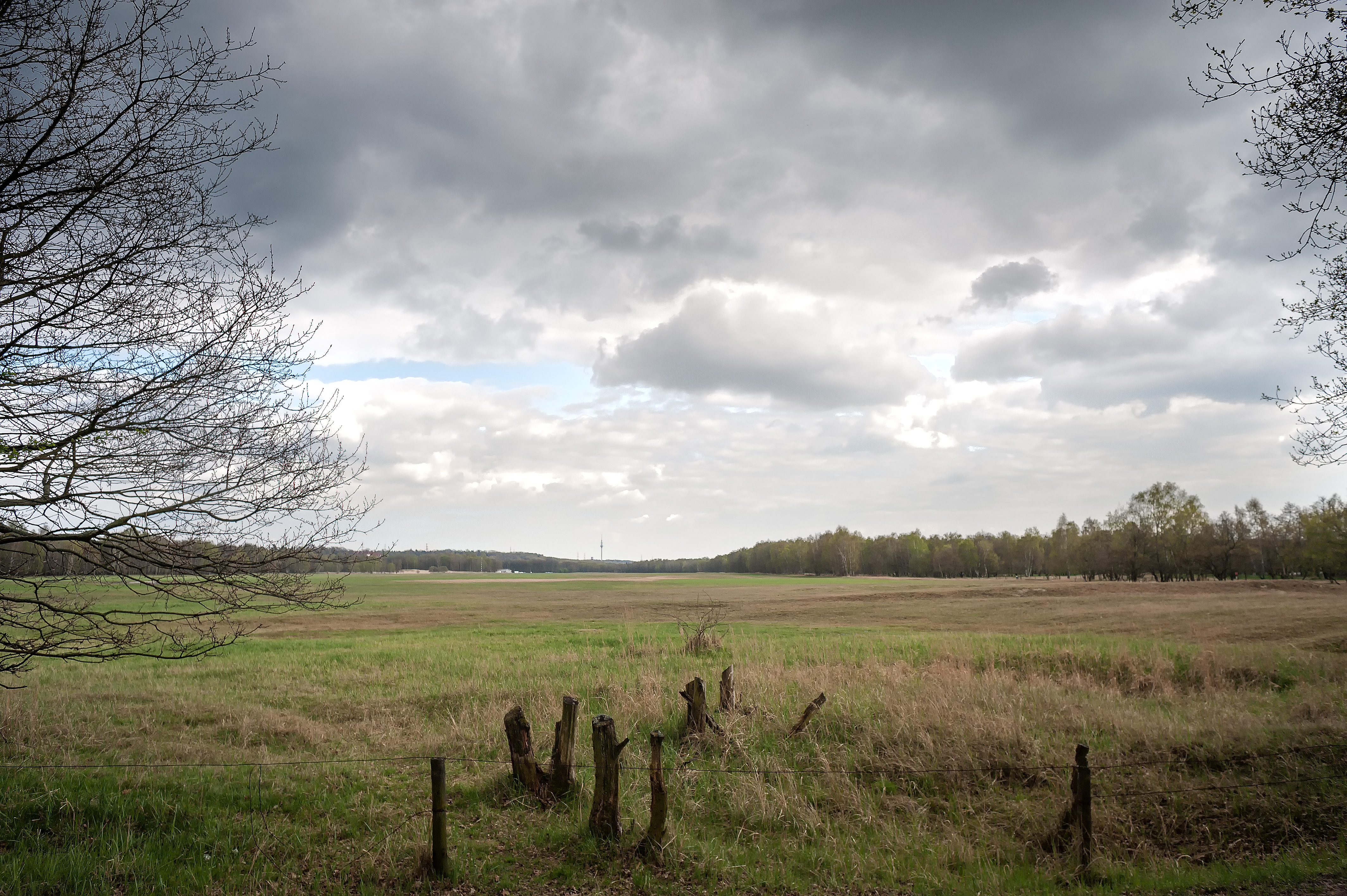
Die weite baumfreie Fläche des Segelflugplatzes Boberg ist ein Teil des Naturschutzgebiets.

Mitten im Naturschutzgebiet liegt neben dem Boberger See das Segelfluggelände Boberg (⊙), wo der Hamburger Aero Club Boberg und der Hamburger Verein für Luftfahrt beheimatet sind.